# Seznam řeckých korvet

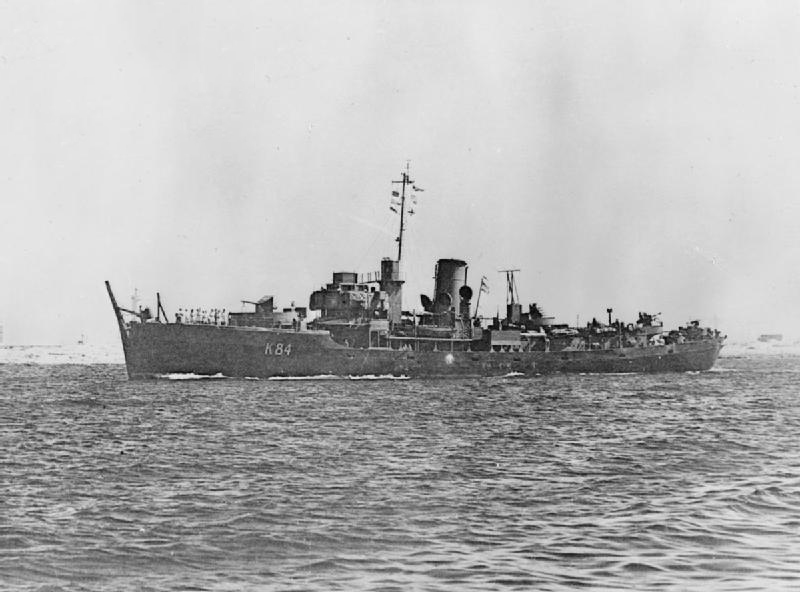
Apostolis

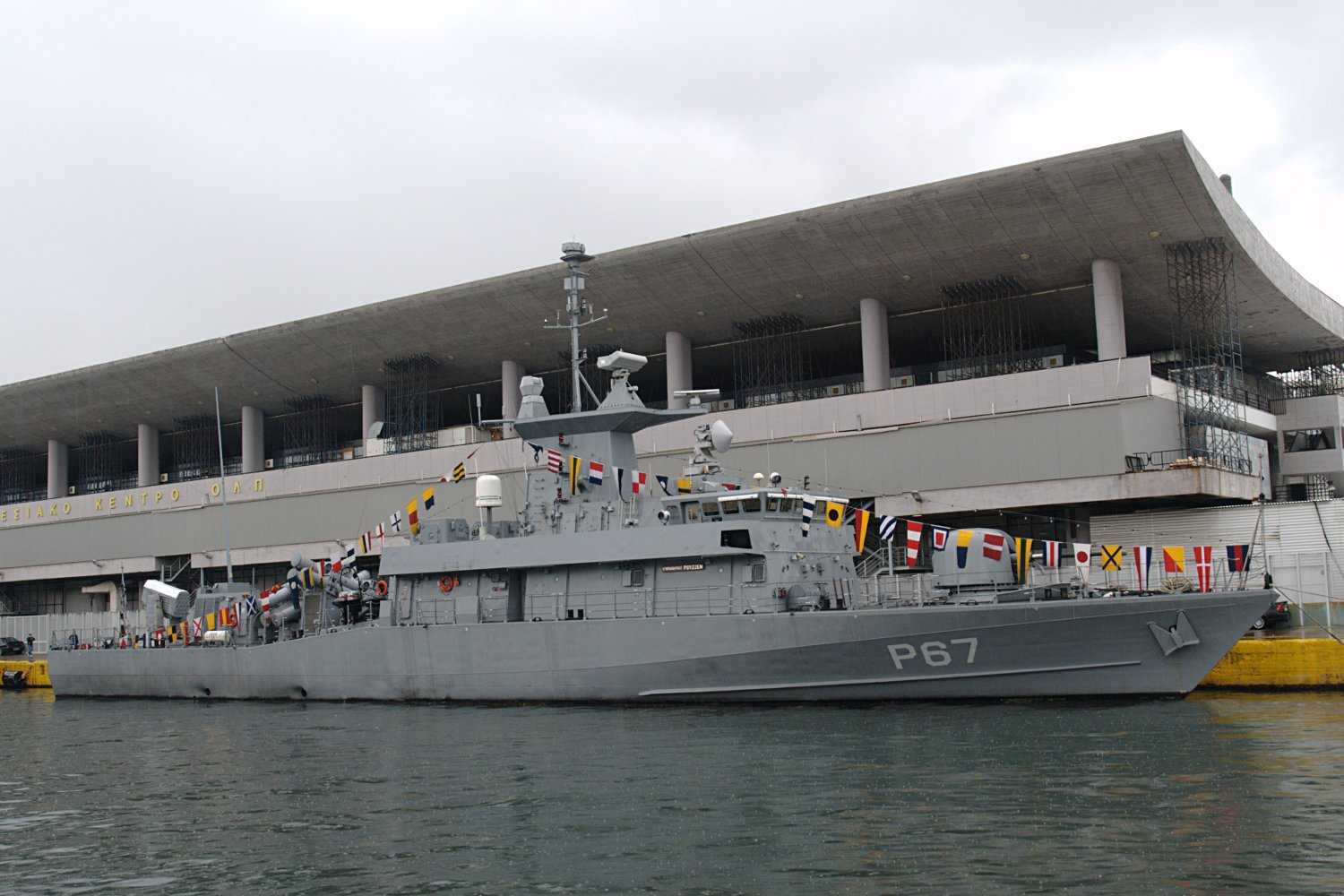
Roussen (P67)

Seznam řeckých korvet zahrnuje všechny korvety, které sloužily nebo slouží u Řeckého námořnictva.

## Seznam korvet
- Loudovikos

### TřídaFlower
- Apostolis
- Kriezis
- Sachtouris

### TřídaRoussen
- Roussen (P67)
- Daniolos (P68)
- Krystallidis (P69)
- Grigoropoulos (P70)
- Ritsos (P71)
- Karathanasis (P78)
- Vlachakos (P79)